# Хаяси, Дзёдзи (политик)
Дзёдзи Хаяси (яп. 林 譲治 Хаяси Дзё:дзи, 24 марта 1889, Коти, Япония — 5 апреля 1960) — японский государственный деятель, председатель Палаты представителей парламента Японии (1951—1952).

## Биография
Родился в семье политика Юдзо Хаяси. Окончил юридический факультет Киотского императорского университета.
В 1923 г. был избран мэром города Сукумо. В 1930 г. был избран депутатом Палаты представителей (переизбирался 11 сроков).
- 1946—1947 гг. — генеральный секретарь кабинета министров,
- 1948—1951 гг. — заместитель премьер-министра Японии, одновременно министр здравоохранения и социального обеспечения (1948—1950),
- 1951—1952 гг. — председатель Палаты представителей,
- 1952—1953 гг. — генеральный секретарь Либеральной партии.

Также занимался поэтическим творчеством и журналистикой.